# Riu Hadejia
El riu Hadejia (en Hausa: kogin Haɗeja) és un riu al nord de Nigèria, afluent del riu Yobe. Entre les ciutats i pobles pels quals passa destaquen Hadejia i Nguru. La construcció d'embassaments en el seu curs per aprofitar l'aigua pel regadiu ha provocat una disminució de l'aigua que arriba als aiguamolls Hadejia-Nguru. El riu Hadejia està controlat al 80% per les preses de les gorges de Tiga i Challawa, a l'estat de Kano.